# Purvas
Les Purvas sont des textes canoniques du jaïnisme, acceptés par les deux branches: digambara et shvetambara. Une traduction du mot purva est: "ancien" (texte). Ces quatorze Purvas ont disparu sauf un, le douzième contenu dans le Drishtivada. Il reste aujourd'hui une liste des Purvas ainsi que leur essence puisque ces textes étaient les Écritures saintes prêchées par les Tirthankaras, plusieurs siècles avant notre ère. La plupart des fondements actuels du jaïnisme sont censés être dans la lignée des Purvas,.